# Robert Smith (dirigente d'azienda)
Robert Haldane Smith, barone Smith di Kelvin (Glasgow, 8 agosto 1944), è un dirigente d'azienda scozzese.

## Biografia
Robert Smith è nato a Glasgow l'8 agosto 1944 ed è cresciuto nel quartiere Maryhill della stessa città.
È stato educato alla Allan Glen's School di Glasgow.
Dopo essersi diplomato nel 1963 è stato bocciato agli esami di inglese del primo anno all'Università di Glasgow. Ha quindi intrapreso una carriera nella contabilità ed è stato assunto dalla Robb Ferguson & Company. Nel 1968 è diventato dottore commercialista.
Smith è stato poi assunto dall'ICFC, più tardi noto come 3i, e ha lavorato lì fino 1982. Nel 1983 è entrato nella Royal Bank of Scotland. Dal 1985 al 1989 è stato managing director di Charterhouse Development Capital Ltd. In seguito è stato presidente e amministratore delegato di Morgan Grenfell Private Equity, amministratore delegato di Morgan Grenfell Asset Management e vicepresidente di Deutsche Asset Management dal 2000 al 2002. Ha ricoperto anche gli incarichi di direttore di MFI Furniture Group plc, Stakis plc - di cui è stato anche presidente dal 1998 al 1999 -, della Bank of Scotland, di Tip Europe plc e di Network Rail. Dal 1º luglio 2002 al 31 dicembre 2013 è stato presidente del Weir Group.
Smith è stato membro della Financial Services Authority dal 1997 al 2000 ed è membro del Financial Reporting Council. In qualità di presidente del gruppo FRC è stato responsabile della compilazione del rapporto Smith stilato nel 2003.
Smith è stato presidente di Scottish and Southern Energy, di Green Investment Bank e direttore non esecutivo di Standard Bank Group Limited. È stato anche patrono della Scotland Foundation fino al 2015.
Nel 2003 è stato nominato cancelliere dell'Università di Paisley. Negli anni successivi ha supervisionato la fusione con il Bell College di Hamilton, intesa a creare la più grande nuova università in Scozia. Nel novembre del 2007 l'Università di Paisley ha cambiato il suo nome in Università della Scozia Occidentale. Dal 2013 è cancelliere dell'Università di Strathclyde.
L'8 febbraio 2008 è stato nominato presidente della società organizzatrice dei XX Giochi del Commonwealth tenutesi a Glasgow nel 2014. Nel maggio del 2012 è stata annunciata la sua nomina a primo presidente della British Green Investment Bank.
Il 29 maggio 2008 è stato creato pari a vita con il titolo di barone Smith di Kelvin, nella città di Glasgow.
Nel 2010 il Chartered Institute of Internal Auditors lo ha nominato socio onorario alla Annual Scottish Conference in riconoscimento del suo sostegno a lungo termine alla professione del revisore interno.
Il 19 settembre 2014 è stato nominato presidente della neonata commissione per la devoluzione della Scozia, in seguito al referendum sull'indipendenza della Scozia.
Nel 2015 ha vinto la medaglia Adam Smith della Royal Society di Edimburgo per la sua leadership aziendale e il suo eccezionale contributo al servizio pubblico attraverso la presidenza dei giochi del Commonwealth di Glasgow 2014. Nel marzo del 2016 è stato eletto membro onorario della Royal Society di Edimburgo.
È stato presidente dell'Institute of Chartered Accountants of Scotland e presidente del consiglio di amministrazione dei National Museums of Scotland dal 1993 al 2002. Dal 1988 al 1998 è stato membro e dal 1996 al 1998 vicepresidente della Commissione musei e gallerie. È stato anche presidente della Royal Highland and Agricultural Society of Scotland, reggente del Royal College of Surgeons of Edinburgh e presidente del gruppo Smith. Ha consigliato il governo scozzese su questioni educative, in particolare per i ragazzi di età compresa tra i 16 e i 19 anni, su istruzione, occupazione e formazione.È presidente del gruppo IMI plc.
Ha ricevuto lauree honoris causa dall'Università di Glasgow, dall'Università di Edimburgo e dall'Università di Paisley.

## Vita personale
Nel 1969 ha sposato Alison Marjorie Bell. Hanno due figlie.
Lord e Lady Smith possiedono l'isola di Inchmarnock, situata al largo della costa occidentale dell'Isola di Bute nel Firth of Clyde, dove allevano bestiame delle Highlands e possiedeno anche un vigneto e una pensione in Sudafrica.